# Propalticus madagascariensis
Propalticus madagascariensis es una especie de insecto coleóptero de la familia Propalticidae.

## Distribución geográfica
Es endémico de Madagascar.